# Robert Cecil (hrabia)
Robert Cecil, 1. hrabia Salisbury, KG, PC (ur. 1 czerwca 1563 w Westminster, Londyn, zm. 4 sierpnia 1612 w Marlborough, Wiltshire) – angielski polityk i doradca Elżbiety I oraz Jakuba I Stuarta, członek Tajnej Rady Jej Majestatu w latach 1591–1603, sekretarz stanu od 1596 do 1612, Lord tajnej pieczęci od 1598 do 1608, Lord Wielki Skarbnik od 1608 do 1612.
Był młodszym synem Williama Cecila, 1. barona Burghley i jego drugiej żony Mildred Cooke, najstarszej córki sir Anthony’ego Cooke’a z Gidea Hall, Essex.
W latach 1580 studiował w St John’s College na Uniwersytecie Cambridge, lecz stopnia kończącego nie uzyskał. W 1589 poślubił Elizabeth Brooke, córkę Williama Brooke’a, 10. barona Cobham i jego drugiej żony Frances Newton, z którą miał dwoje dzieci: syna Williama (1591-1668), 2. hrabiego Salisbury  i córkę Frances (1593-1644), wydaną później za mąż za Henry’ego Clifforda, 5. hrabiego Cumberland.
Jego starszym bratem przyrodnim był Thomas Cecil, 1. hrabia Exeter, a kuzynem pierwszego stopnia filozof Francis Bacon.
Robert Cecil był wzrostu poniżej średniego (163 cm), miał skoliozę i garb na plecach. Żyjąc w czasach, kiedy przykładano wielką wagę do wyglądu i fizycznego piękna, był obiektem żartów i drwin; królowa Elżbieta I przezywała go „mój pigmej”, a król Jakub I Stuart – „mój mały beagle”.
Mimo to, jego ojciec właśnie w nim, a nie w starszym Thomasie dostrzegł dziedzica swego politycznego geniuszu.
Jest uważany za głównego odkrywcę Spisku prochowego w 1605.